# Jovan Pačić
Jovan Pačić (Baja, 1771. – Budim, 1849.), književnik. 
Kao časnik austrijske vojske sudjelovao u ratovima protiv Napoleona; Umirovljen, živio u Novom Sadu, Dunafeldvaru, Đeru i Budimu. Pisao rodoljubne pjesme po uzoru na njemačke romantičare. Bavio se i slikarstvom. Prvi je srpski pjesnik koji je prevodio Goethea. Pred smrt je u Budimu prisno surađivao sa Simom Milutinovićem Sarajlijom i Milovanom Vidakovićem.         